# 紅鏢鱸
紅鏢鱸為輻鰭魚綱鱸形目鱸亞目河鱸科的其中一種，分布於美國密西西比州西南部的Bayou Pierre流域，體長可達5.5公分，棲息在水流快速、岩石底質的溪流，屬肉食性，以水生昆蟲及小型甲殼類為食。